# Czarna plama

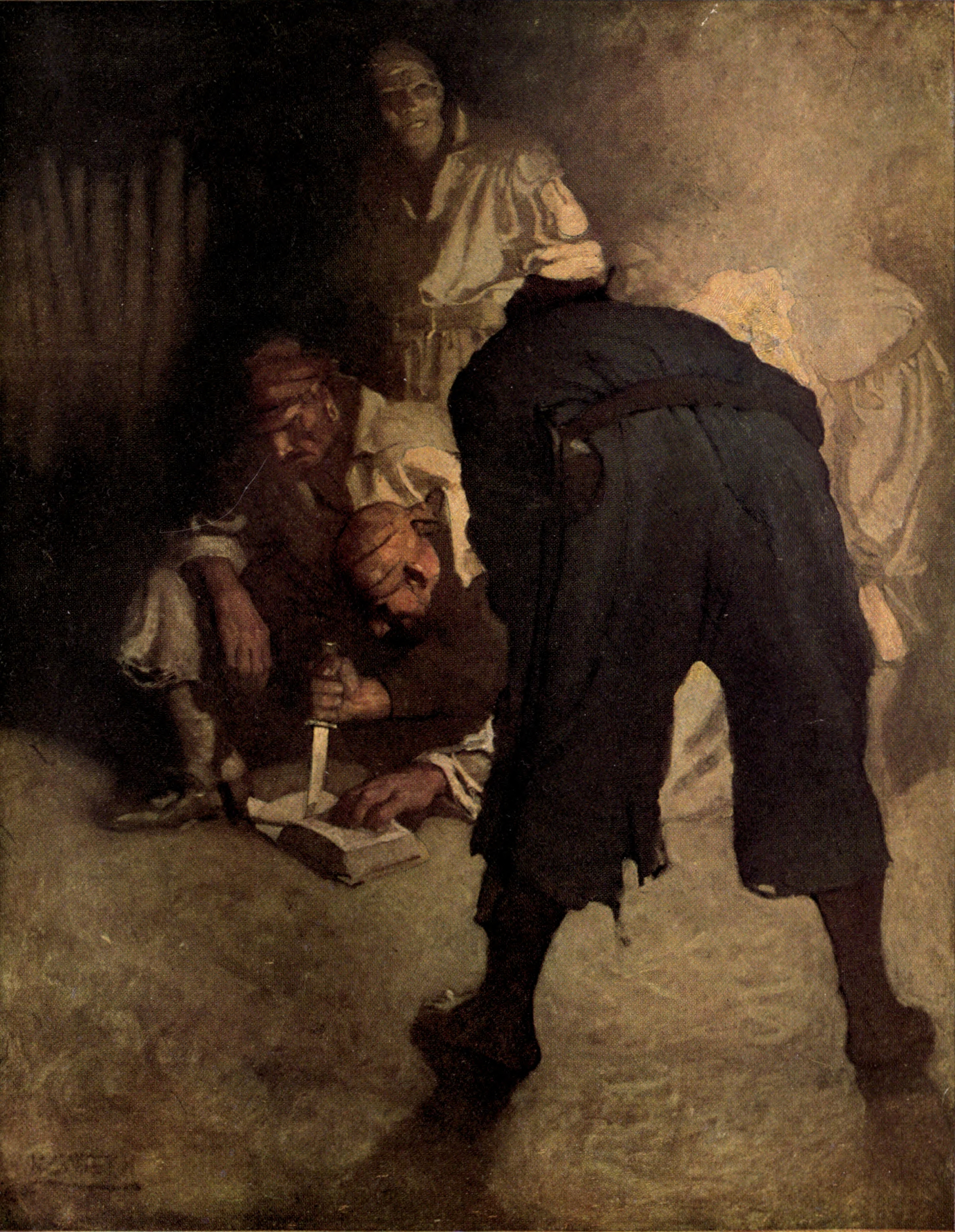
Piraci przygotowują czarną plamę dla Długiego Johna Silvera. Ilustracja N.C. Wyetha do powieści Wyspa skarbów autorstwa Roberta Louisa Stevensona

Karta do gry as pik – to jej w rzeczywistości używali piraci w celu zastraszenia lub oznajmienia wydania na daną osobę wyroku

Czarna plama (ang. Black Spot) – wymyślony przez Roberta Louisa Stevensona w jego powieści Wyspa skarbów przedmiot, służący w kręgach piratów morskich opisanych w książce do oficjalnego oznajmiania zainteresowanemu wyroku na jego osobę lub informowania o odwołaniu go z funkcji kapitana statku. Czarna plama była krążkiem papieru wielkości monety jednokoronowej, poczernionym z jednej strony, z wyrokiem napisanym na odwrocie.
W Wyspie skarbów czarna plama pojawia się kilkukrotnie. Na początku historii dostaje ją od Pewa kapitan Billy Bones. Na odwrocie czarnej plamy jego starzy kamraci dają mu ultimatum czasowe i tym samym informują, że nie jest dłużej ich kapitanem. W dalszej części powieści kolejne dwie czarne plamy dostaje Długi John Silver. Członkowie jego pirackiej załogi wręczają mu po naradzie („narada kasztelu”) wykonaną naprędce czarną plamę (to jego druga czarna plama od tej samej załogi; pierwszą wręczyli mu w dniu wylądowania na Wyspie Skarbów, jednak w książce było to wspomniane tylko pokrótce), pozbawiając go tym samym dowództwa. Ta czarna plama była wycięta z ostatniej strony Biblii, z wciąż czytelnym, mimo zaczernienia popiołem z ogniska zadrukowanej strony, wersem z Apokalipsy Świętego Jana. Na odwrocie, także popiołem, zapisano „wyrok” odwołania z funkcji kapitana.
Czarna plama jest wymysłem pisarza i nie była używana w rzeczywistości przez piratów. W celu zastraszenia ujawnionego zdrajcy czy donosiciela lub by oznajmić mu wyrok na jego życie, używano natomiast karty do gry – asa pik.

## Czarna plama w kulturze masowej
Z czasem, wraz z innymi literackimi atrybutami piractwa przedstawionymi w Wyspie skarbów, czarna plama przeniknęła do kultury masowej i pojawiła się w innych materiałach takich jak między innymi:
- 1930, w książce Jaskółki i Amazonki Arthura Ransome’a, czarną plamę wręczają swojemu wujkowi – Kapitanowi Flintowi Amazonki, ze słowami informującymi na odwrocie, że został pozbawiony „funkcji wujka”;
- 2000, w grze Skies of Arcadia czarna plama oznaczała, że gracz będzie ścigany przez łowcę nagród;
- 2002, w MMORPG Yohoho! Puzzle Pirates czarna plama to nazwa na czasowe pozbawienie głosu nieuprzejmych czy w inny sposób uciążliwych graczy;
- 2006, w filmie Piraci z Karaibów: Skrzynia umarlaka, Jack Sparrow dostaje czarną plamę od Davy’ego Jonesa. Nie jest to papierowy krążek, a czarne znamię, które pojawia się na dłoni bohatera. Oznacza ono, że będzie on ścigany przez krakena;
- 2007, w reality show pod tytułem Pirate Master, czarna plama wręczana jest graczom, którzy mają zostać wykluczeni z gry.